# Eduard Engel
Eduard Engel (ur. 12 listopada 1851 w Słupsku, zm. 23 listopada 1938 w Bornim k. Poczdamu) – niemiecki historyk literatury, purysta językowy, krytyk literacki, pisarz, leksykograf.

## Życiorys
Urodził się w rodzinie niemiecko-żydowskiej. W Słupsku, który należał wówczas do pruskiej prowincji Pomorze, uczęszczał do szkoły podstawowej (Volksschule) i do gimnazjum. Studiował indoeuropeistykę, filologię klasyczną i romanistykę w Berlinie, w roku 1874 doktoryzował się w Rostocku na temat składni języka starofrancuskiego (dysertacja napisana po łacinie), przez długie lata pracował jako stenograf w Reichstagu. Był człowiekiem o wszechstronnych zainteresowaniach i wielorakich aktywnościach, m.in. w kolejnictwie, gdzie zainicjował określone reformy. Z jego inspiracji Niemcy wprowadziły podczas I wojny światowej czas letni. Za swoje zasługi został w roku 1931 honorowym członkiem Niemieckiego Stowarzyszenia Językowego (Deutscher Sprachverein). W latach trzydziestych ze względu na swoje żydowskie pochodzenie otrzymał od nazistów zakaz publikacji, nie wolno było powoływać się na jego prace. Zmarł w nędzy i zapomnieniu.

## Twórczość
Był autorem znaczących monografii z zakresu historii literatury angielskiej, francuskiej, prac na temat twórczości Goethego. Jego 2-tomowa historia literatury niemieckiej (1. wydanie: 1906) miała w roku 1929 swoją 38. edycję. Pisał nowele, a również teksty o tematyce historycznej. Jego monografia z zakresu stylistyki „Deutsche Stilkunst” (1911) do roku 1922 doczekała się 30 wydań. W latach 1879–1883 sprawował funkcję redaktora naczelnego prestiżowego czasopisma literackiego poświęconego literaturze światowej (też polskiej) i niemieckiej. Promował tam utwory młodych pisarzy.
Engel należał do najbardziej aktywnych purystów językowych w Niemczech. Jest autorem obszernych prac na temat wyrazów obcych w języku niemieckim i ich zwalczania, w tym słownika zniemczającego (słownika z wyrazami obcymi jako hasłami, dla których proponowane są odpowiedniki rodzime), a również nietypowego słownika odwróconego: wyrazy rodzime (zniemczenia) jako hasła, wyrazy obce jako ekwiwalenty: Engel, Eduard: Deutsche Sprachschöpfer. Ein Buch deutschen Trostes, zweite verbesserte Auflage. Leipzig 1920. Uważał, że wyrazy obce zagrażają tożsamości języka niemieckiego i tożsamości narodowej. W jego pracach dominują więc motywy narodowe, które przyjmują nieraz charakter nacjonalistyczny, a nawet szowinistyczny.
W swoich pracach Engel wyraża zaniepokojenie stanem języka niemieckiego i „barbaryzacją języka” (,,Sprachverwelschung“). Krytykuje pisarzy i naukowców niemieckich za nadmierne jego zdaniem używanie wyrazów pochodzenia obcego. Uczeni – mówi – starają się posługiwać jak najdoskonalszym sprzętem: astronom używa najostrzejszych soczewek, biolog najlepszych mikroskopów, tymczasem humanistyka niemiecka posługuje się narzędziem niedoskonałym: językiem zniekształconym i niejasnym, który uniemożliwia odpowiednie wyrażenie myśli.
Uznając zasługi Engela w zakresie opisu języka niemieckiego, prac poprawnościowych, stylistyki, historii literatury, nie można zapominać o tym, że jego poglądy na temat zwalczania wyrazów pochodzenia obcego miały często charakter skrajny i szowinistyczny. Eduard Engel to bardzo znacząca, choć kontrowersyjna i nieco zapomniana postać niemieckiej kultury, przykład niemieckiego patriotyzmu, ale też nacjonalizmu. Wreszcie przykład ofiary antysemityzmu panującego w Niemczech w latach 30. XX wieku.